# Pseudagrion gigas
Pseudagrion gigas – gatunek ważki z rodziny łątkowatych (Coenagrionidae).